# Niveoscincus coventryi
Niveoscincus coventryi là một loài thằn lằn trong họ Scincidae. Loài này được Rawlinson mô tả khoa học đầu tiên năm 1975.